# Sinieten
De Sinieten waren volgens de Hebreeuwse Bijbel afstammelingen van Siniet, de zoon van Kanaän, kleinzoon van Cham (Genesis 10:15,17, 1 Kronieken 1:15). Er zijn verschillende theorieën over de plaats waar de Sinieten zich hebben gevestigd, zoals de Sin-woestijn.